# Ørjan Nyland
Ørjan Håskjold Nyland (* 10. září 1990 Volda) je norský profesionální fotbalový brankář, který chytá za španělský klub Sevilla FC a za norský národní tým.
Mimo Norsko hrál na klubové úrovni také v Německu, Anglii a Španělsku.

## Reprezentační kariéra
Nastupoval v norských mládežnických reprezentacích. Zúčastnil se Mistrovství Evropy hráčů do 21 let 2013 v Izraeli, kde Norové postoupili do semifinále, v němž byli vyřazeni Španěly po výsledku 0:3.
V A-mužstvu Norska debutoval 19. 11. 2013 v přátelském utkání v Molde proti týmu Skotska (prohra 0:1).